# Liste der denkmalgeschützten Objekte in Laa an der Thaya
Die Liste der denkmalgeschützten Objekte in Laa an der Thaya enthält die 41 denkmalgeschützten, unbeweglichen Objekte der niederösterreichischen Stadtgemeinde Laa an der Thaya.

## Denkmäler
| Foto |                 | Denkmal                                                                                          | Standort                                                  | Beschreibung | Metadaten |
| ---- | --------------- | ------------------------------------------------------------------------------------------------ | --------------------------------------------------------- | --- | --- |
| ja   | Datei hochladen | Mühlbachaquädukt über die Pulkau HERIS-ID: 14014 Objekt-ID: 10238                                | Blaustaudnerhof 1, nördlich Standort KG: Blaustaudnerhof  | Die Thaya wurde im Jahr 1830 reguliert und der Mühlbach musste die Pulkau überqueren. So entstand das im Volksmund „Eisernes Bett“ genannte Aquädukt. | BDA-Hist.: Q37722918 Status: § 2a Stand der BDA-Liste: 2025-06-30 Name: Mühlbachaquädukt über die Pulkau GstNr.: 99, 98, 97 Mühlbachaquädukt                                                                                             |
| ja   | Datei hochladen | Mariensäule Maria Immaculata HERIS-ID: 14019 Objekt-ID: 10243                                    | gegenüber Hanfthal 80 Standort KG: Hanfthal               | Die Immaculata-Säule aus St. Margarethener Sandstein wurde 1860 von dem aus Stockerau stammenden Bildhauer Paul Horn angefertigt. Die Statuen zweier Pestheiliger (Sebastian und Rochus) und zweier Cherubim, die auf den Sockelecken stehen, sind Werke des Bildhauers Josef Angerler aus Wiener Neustadt aus dem Jahr 1873. | BDA-Hist.: Q37723070 Status: § 2a Stand der BDA-Liste: 2025-06-30 Name: Mariensäule Maria Immaculata GstNr.: 180 |
| ja   | Datei hochladen | Figurenbildstock hl. Florian HERIS-ID: 14024 Objekt-ID: 10248                                    | vor Hanfthal 16 Standort KG: Hanfthal                     | Die Steinstatue ist mit der Jahreszahl 1880 bezeichnet. | BDA-Hist.: Q37723209 Status: § 2a Stand der BDA-Liste: 2025-06-30 Name: Figurenbildstock hl. Florian GstNr.: 1948 |
| ja   | Datei hochladen | Pfarrhof HERIS-ID: 14022 Objekt-ID: 10246                                                        | Hanfthal 64 Standort KG: Hanfthal                         | Der Pfarrhof von Hanfthal wurde 1857 erbaut. | BDA-Hist.: Q37723183 Status: § 2a Stand der BDA-Liste: 2025-06-30 Name: Pfarrhof GstNr.: 192 |
| ja   | Datei hochladen | Kreisgrabenanlage Hanfthal-Walkenhübel HERIS-ID: 111965 Objekt-ID: 130003seit 2013               | Walkenhübel Standort KG: Hanfthal                         | Bei Hanfthal wurden Siedlungsspuren der mittleren Jungsteinzeit dokumentiert. | BDA-Hist.: Q37827957 Status: § 9-Feststellung Bodendenkmal Stand der BDA-Liste: 2025-06-30 Name: Kreisgrabenanlage Hanfthal-Walkenhübel GstNr.: 1619, 1620, 1618/1, 1618/2                                                               |
| ja   | Datei hochladen | Bildstock Kriebaumkreuz HERIS-ID: 14017 Objekt-ID: 10241                                         | Standort KG: Hanfthal                                     | Der Bildstock wurde im 19. Jahrhundert von den Eheleuten Bartholomäus und Aloisia Kriebaum gestiftet. Die Bilder an den vier Seiten stellen die Heilige Familie sowie die Heiligen Florian, Georg und Barbara dar. | BDA-Hist.: Q37723026 Status: § 2a Stand der BDA-Liste: 2025-06-30 Name: Bildstock Kriebbaumkreuz GstNr.: 722 Kriebaumkreuz (Laa) |
| ja   | Datei hochladen | Pestkreuz HERIS-ID: 14018 Objekt-ID: 10242                                                       | Standort KG: Hanfthal                                     | Das Pestkreuz wurde von Markus Wiener 1683 gestiftet. | BDA-Hist.: Q37723048 Status: § 2a Stand der BDA-Liste: 2025-06-30 Name: Pestkreuz GstNr.: 1932/3 |
| ja   | Datei hochladen | Kath. Pfarrkirche hl. Florian HERIS-ID: 14020 Objekt-ID: 10244                                   | Hanfthal 64 (Pfarrhof), bei Standort KG: Hanfthal         | Die Kirche wurde von 1844 bis 1846 durch Baumeister Karl Prantner errichtet. Im Inneren befinden sich Ölbilder von Josef Kessler und Johann Manschgo sowie Skulpturen des Bildhauers Sepp Kals. | BDA-Hist.: Q21664009 Status: § 2a Stand der BDA-Liste: 2025-06-30 Name: Kath. Pfarrkirche hl. Florian GstNr.: 190 Pfarrkirche Hanfthal                                                                                                   |
| ja   | Datei hochladen | Wegkapelle, sog. Hanfthaler Frauenbild HERIS-ID: 13995 Objekt-ID: 10219                          | Standort KG: Hanfthal                                     | Die Kapelle aus der ersten Hälfte des 19. Jahrhunderts beherbergt eine Skulptur Maria mit Jesuskind aus der Bauzeit. Vor der Kapelle stehen vier Linden unter Naturschutz. | BDA-Hist.: Q37721793 Status: § 2a Stand der BDA-Liste: 2025-06-30 Name: Wegkapelle, sog. Hanfthaler Frauenbild GstNr.: 1193 |
| ja   | Datei hochladen | Kath. Pfarrkirche Maria Schutz HERIS-ID: 13996 Objekt-ID: 10220                                  | Kottingneusiedl 71, neben Standort KG: Kottingneusiedl    | Die neugotische Kirche wurde 1869 erbaut. | BDA-Hist.: Q37721876 Status: § 2a Stand der BDA-Liste: 2025-06-30 Name: Kath. Pfarrkirche Maria Schutz GstNr.: 107 Pfarrkirche Kottingneusiedl                                                                                           |
| ja   | Datei hochladen | Wasserreservoir HERIS-ID: 13998 Objekt-ID: 10222                                                 | Standort KG: Kottingneusiedl                              | Das Wasserreservoir nördlich des Ortes hat ein Rundbogenportal und ehemals eine Eisentüre, die von zwei Obelisken flankiert ist, es stammt vom Anfang des 20. Jahrhunderts. Es ist ein Bestandteil der Wasserleitung von Kirchstetten (Gemeinde Neudorf im Weinviertel) nach Laa an der Thaya, wohin das Wasser im freien Gefälle fließt. Die Quellfassung befindet sich an der Westseite des Falkensteiner Berges. Das Satteldach wurde neuzeitlich aufgesetzt und auch die Türe wurde ersetzt. | BDA-Hist.: Q37722027 Status: § 2a Stand der BDA-Liste: 2025-06-30 Name: Wasserreservoir GstNr.: 504 Wasserleitung Kirchstetten nach Laa an der Thaya                                                                                     |
| ja   | Datei hochladen | Bildstock HERIS-ID: 85305 Objekt-ID: 99500                                                       | nördlich von Berggasse 57 Standort KG: Laa an der Thaya   | Der Bildstock mit einem Steinkreuz ist mit der Jahreszahl 1706 bezeichnet. | BDA-Hist.: Q38184965 Status: § 2a Stand der BDA-Liste: 2025-06-30 Name: Bildstock GstNr.: 6583 |
| ja   | Datei hochladen | Volks- und Hauptschule (Polytechn. Schule) HERIS-ID: 25368 Objekt-ID: 21794                      | Breite Gasse 6 Standort KG: Laa an der Thaya              | Das späthistoristische Gebäude wurde von 1893 bis 1894 nach Plänen der Architekten Anton und Josef Drexler errichtet. | BDA-Hist.: Q37892954 Status: § 2a Stand der BDA-Liste: 2025-06-30 Name: Volks- und Hauptschule (Polytechn. Schule) GstNr.: 164 Volks- und Hauptschule, Laa an der Thaya                                                                  |
| ja   | Datei hochladen | Bürgerspital mit Spitalskirche hl. Jakobus d. Ä. und Stadtmauer HERIS-ID: 13961 Objekt-ID: 10180 | Bürgerspitalgasse 1 Standort KG: Laa an der Thaya         | Das ehemalige Bürgerspital schließt im Süden an die Stadtmauer an. Der Ostflügel wurde im 18. Jahrhundert erbaut, das Langhaus der gotischen Spitalskirche im frühen 14. Jahrhundert und der Chor im 15. Jahrhundert. Rochus Mayerhofer schuf 1731 eine Christus am Ölberg darstellende Figur. | BDA-Hist.: Q37719782 Status: § 2a Stand der BDA-Liste: 2025-06-30 Name: Bürgerspital mit Spitalskirche hl. Jakobus d. Ä. und Stadtmauer GstNr.: 296, 297, 298, 5940/1                                                                    |
| ja   | Datei hochladen | Ehem. Brauereianlage mit Wirtschaftsbauten, Hubertus Bräu HERIS-ID: 13962 Objekt-ID: 10182       | Bürgerspitalgasse 11, 13 Standort KG: Laa an der Thaya    | Der langgestreckte Baukomplex wurde ab Mitte des 19. Jahrhunderts erbaut. | BDA-Hist.: Q1382723 Status: Bescheid Stand der BDA-Liste: 2025-06-30 Name: Ehem. Brauereianlage mit Wirtschaftsbauten, Hubertus Bräu GstNr.: 317/1, 317/2, 317/3, 317/4 Hubertus Bräu brewery buildings, Laa an der Thaya                |
| ja   | Datei hochladen | Burganlage Laa an der Thaya HERIS-ID: 112378 Objekt-ID: 130537                                   | Burgplatz 23 Standort KG: Laa an der Thaya                | Die urkundlich erstmals 1413 erwähnte Burg wurde im 15. und 16. Jahrhundert zu einer vierflügeligen Wohnburg ausgebaut. Sie ist Teil der Stadtbefestigung, die im 13. Jahrhundert errichtet und im 15. Jahrhundert erneuert wurde. | BDA-Hist.: Q37830617 Status: Bescheid Stand der BDA-Liste: 2025-06-30 Name: Burganlage Laa an der Thaya GstNr.: 208, 209, 203, 210/1, 210/4, 210/2, 210/5, 200/2, 201/4, 210/3, 5950/2, 205/2, 206/1, 207/1, 207/2 Burg Laa an der Thaya |
| ja   | Datei hochladen | Pest-/Dreifaltigkeitssäule HERIS-ID: 14012 Objekt-ID: 10236                                      | vor Kirchenplatz 22 Standort KG: Laa an der Thaya         | Die Dreifaltigkeitssäule ist mit den Jahreszahlen 1710 und 1739 bezeichnet. | BDA-Hist.: Q37722799 Status: § 2a Stand der BDA-Liste: 2025-06-30 Name: Pest-/Dreifaltigkeitssäule GstNr.: 5929/1 Dreifaltigkeitssäule Laa an der Thaya                                                                                  |
| ja   | Datei hochladen | Ölberggruppe HERIS-ID: 85300 Objekt-ID: 99495                                                    | Kirchenplatz 1, bei Standort KG: Laa an der Thaya         | Die Ölberggruppe am Kirchenplatz wurde 1902 geschaffen. | BDA-Hist.: Q38184949 Status: § 2a Stand der BDA-Liste: 2025-06-30 Name: Ölberggruppe GstNr.: 5929/1 |
| ja   | Datei hochladen | Kath. Pfarrkirche hl. Veit HERIS-ID: 25363 Objekt-ID: 21788                                      | Kirchenplatz 1 Standort KG: Laa an der Thaya              | Die Erbauung der spätromanisch-frühgotischen Pfeilerbasilika wurde um 1240 begonnen und im dritten Viertel des 13. Jahrhunderts vorläufig – noch ohne Turm – vollendet. Der Turm wurde im 14. Jahrhundert begonnen und im Jahr 1466 fertiggestellt. 1653/1654 sowie von 1720 bis 1745 wurde die Kirche barockisiert. Die Gestaltung des barocken Westportals, die laut Chronogramm im Jahr 1700 erfolgte, wird dem Architekten Johann Bernhard Fischer von Erlach zugeschrieben. Der Bildhauer Ignaz Lengelacher schuf 1741 den Hochaltar. Die spätbarocke Kanzel aus dem Jahr 1756 ist ein Werk des Bildhauers Paul Oswald. | BDA-Hist.: Q2083207 Status: § 2a Stand der BDA-Liste: 2025-06-30 Name: Kath. Pfarrkirche hl. Veit GstNr.: 1 Pfarrkirche St. Vitus, Laa an der Thaya                                                                                      |
| ja   | Datei hochladen | ehem. Stadtmühle, Hoffmannmühle HERIS-ID: 25366 Objekt-ID: 21791                                 | Kirchenplatz 17 Standort KG: Laa an der Thaya             | Kaiser Ferdinand I. bewilligte 1526 die Errichtung der Mühle, wobei das Mühlhaus außerhalb und das Wohngebäude innerhalb der Stadtmauer erbaut wurde. | BDA-Hist.: Q37892933 Status: Bescheid Stand der BDA-Liste: 2025-06-30 Name: ehem. Stadtmühle, Hoffmannmühle GstNr.: 177/1, 533/3, 177/2, 177/4 Hoffmannmühle Laa an der Thaya                                                            |
| ja   | Datei hochladen | Pfarrhof und Stadtbefestigung HERIS-ID: 25364 Objekt-ID: 21789                                   | Kirchenplatz 18 Standort KG: Laa an der Thaya             | Der mittelalterliche Pfarrhof wurde zwischen dem 16. und 18. Jahrhundert mehrmals erweitert und umgebaut. Der Nordflügel stammt im Kern aus dem 13./14. Jahrhundert. | BDA-Hist.: Q37892894 Status: § 2a Stand der BDA-Liste: 2025-06-30 Name: Pfarrhof und Stadtbefestigung GstNr.: 2, 3, 4 Pfarrhof Laa an der Thaya                                                                                          |
| ja   | Datei hochladen | Figurenbildstock hl. Johannes Nepomuk HERIS-ID: 6153 Objekt-ID: 2028                             | Neustift Standort KG: Laa an der Thaya                    | Der Nepomuk-Bildstock aus der ersten Hälfte des 18. Jahrhunderts wurde laut Inschrift 1810 renoviert. | BDA-Hist.: Q37880110 Status: § 2a Stand der BDA-Liste: 2025-06-30 Name: Figurenbildstock hl. Johannes Nepomuk GstNr.: 532/4 Nepomuk Neustift, Laa an der Thaya                                                                           |
| ja   | Datei hochladen | Figurenbildstock hl. Johannes Nepomuk HERIS-ID: 13963 Objekt-ID: 10183                           | Martin Wachter-Platz Standort KG: Laa an der Thaya        | Die Heiligenfigur am Thayamühlbach stammt aus der ersten Hälfte des 18. Jahrhunderts. Die Säule ist jüngeren Datums. | BDA-Hist.: Q37719860 Status: § 2a Stand der BDA-Liste: 2025-06-30 Name: Figurenbildstock hl. Johannes Nepomuk GstNr.: 6115 Johannes Nepomuk, Nordbahnstraße, Laa an der Thaya                                                            |
| ja   | Datei hochladen | Bildstock HERIS-ID: 14008 Objekt-ID: 10232                                                       | gegenüber Nordbahnstraße 47 Standort KG: Laa an der Thaya | Die Gedächtnissäule gegenüber Nordbahnstraße 47 ist ein mit 1679 bezeichneter, abgefaster Pfeiler mit Quaderaufsatz und Stifterinschrift. Am Aufsatz sind Reliefs von Christus am Ölberg, der Kreuzigung und des hl. Michael zu sehen. | BDA-Hist.: Q37722666 Status: § 2a Stand der BDA-Liste: 2025-06-30 Name: Bildstock GstNr.: 5966/1 Bildstock Nordbahnstraße 47, Laa an der Thaya                                                                                           |
| ja   | Datei hochladen | Friedhofskapelle HERIS-ID: 14005 Objekt-ID: 10229                                                | Ruhhofstraße 98 Standort KG: Laa an der Thaya             | Die Kapelle wurde 1908 erbaut und später erweitert und verändert. | BDA-Hist.: Q37722358 Status: § 2a Stand der BDA-Liste: 2025-06-30 Name: Friedhofskapelle GstNr.: 6486 Friedhofskapelle Laa an der Thaya                                                                                                  |
| ja   | Datei hochladen | Bildstock Raaber Kreuz HERIS-ID: 14006 Objekt-ID: 10230                                          | bei Ruhhofstraße 98 Standort KG: Laa an der Thaya         | Es handelt sich um die Kopie eines 1598 geschaffenen Bildstocks, der inzwischen beim Rothenseehof in Neudorf im Weinviertel steht. | BDA-Hist.: Q37722416 Status: § 2a Stand der BDA-Liste: 2025-06-30 Name: Bildstock Raaber Kreuz GstNr.: 6486 Bildstock Raaber Kreuz, Laa an der Thaya                                                                                     |
| ja   | Datei hochladen | Figurenbildstock hl. Johannes Nepomuk HERIS-ID: 6154 Objekt-ID: 2029                             | Staatsbahnstraße Standort KG: Laa an der Thaya            | Der Bildstock am Thayamühlbach stammt aus der ersten Hälfte des 18. Jahrhunderts. | BDA-Hist.: Q37880229 Status: § 2a Stand der BDA-Liste: 2025-06-30 Name: Figurenbildstock hl. Johannes Nepomuk GstNr.: 5956 Johannes Nepomuk, Staatsbahnstraße, Laa an der Thaya                                                          |
| ja   | Datei hochladen | Evang. Pfarrkirche A.B., Christuskirche HERIS-ID: 13947 Objekt-ID: 10166                         | Staatsbahnstraße 92 Standort KG: Laa an der Thaya         | Die Kirche wurde 1936 durch Baumeister Walter Prantl erbaut. | BDA-Hist.: Q37719123 Status: § 2a Stand der BDA-Liste: 2025-06-30 Name: Evang. Pfarrkirche A.B., Christuskirche GstNr.: 3780/66 Evangelische Kirche Laa an der Thaya                                                                     |
| ja   | Datei hochladen | Mariensäule HERIS-ID: 13972 Objekt-ID: 10193                                                     | bei Stadtplatz 43 Standort KG: Laa an der Thaya           | Die Mariensäule wurde 1680 zum Dank für die Verschonung im Pestjahr 1679 errichtet. | BDA-Hist.: Q37720143 Status: § 2a Stand der BDA-Liste: 2025-06-30 Name: Mariensäule GstNr.: 5946 |
| ja   | Datei hochladen | Pranger mit Rolandstatue HERIS-ID: 13976 Objekt-ID: 10199                                        | vor Stadtplatz 5 Standort KG: Laa an der Thaya            | Die Rolandstatue am Pranger ist mit der Jahreszahl 1575 bezeichnet. | BDA-Hist.: Q37720459 Status: § 2a Stand der BDA-Liste: 2025-06-30 Name: Pranger mit Rolandstatue GstNr.: 5946 |
| ja   | Datei hochladen | Heimatmuseum, Altes Rathaus HERIS-ID: 13977 Objekt-ID: 10200                                     | Stadtplatz 17 Standort KG: Laa an der Thaya               | Das Gebäude stammt im Kern aus der Mitte des 13. Jahrhunderts und wurde im 14., 15., 16. und 17. Jahrhundert mehrmals umgebaut und erweitert. | BDA-Hist.: Q37720532 Status: § 2a Stand der BDA-Liste: 2025-06-30 Name: Heimatmuseum, Altes Rathaus GstNr.: 354/1 |
| ja   | Datei hochladen | Bürgerhaus HERIS-ID: 13982 Objekt-ID: 10205                                                      | Stadtplatz 35 Standort KG: Laa an der Thaya               | Am Bürgerhaus befinden sich Reste eines Rundbogenportals, das vermutlich aus dem 16. Jahrhundert stammt, sowie ein Spitzbogenportal aus dem 15. Jahrhundert. | BDA-Hist.: Q37720802 Status: Bescheid Stand der BDA-Liste: 2025-06-30 Name: Bürgerhaus GstNr.: 95 |
| ja   | Datei hochladen | Rathaus/Gemeindeamt HERIS-ID: 13965 Objekt-ID: 10185                                             | Stadtplatz 43 Standort KG: Laa an der Thaya               | Das Neorenaissance-Gebäude wurde 1898/1899 nach Plänen des Architekten Peter Paul Brang errichtet. | BDA-Hist.: Q37719883 Status: § 2a Stand der BDA-Liste: 2025-06-30 Name: Rathaus/Gemeindeamt GstNr.: 283 Rathaus Laa an der Thaya |
| ja   | Datei hochladen | Stadtbefestigung und Reckturm HERIS-ID: 6152 Objekt-ID: 2027                                     | Wehrgartenstraße 84 Standort KG: Laa an der Thaya         | Südlich und östlich des Reckturms aus dem 13. Jahrhundert befinden sich bis zu drei Meter hohe Reste der Stadtmauer. | BDA-Hist.: Q37880004 Status: § 2a Stand der BDA-Liste: 2025-06-30 Name: Stadtbefestigung und Reckturm GstNr.: 416/17, 417/1 Reckturm (Laa an der Thaya)                                                                                  |
| ja   | Datei hochladen | Kapelle Laa/Frauenbildkapelle HERIS-ID: 14010 Objekt-ID: 10234                                   | Standort KG: Laa an der Thaya                             | Die lokal Laaer Frauenbild genannte Kapelle ist eine Marienkapelle und wurde 1858/59 durch den Laaer Baumeister Michael Singer errichtet. Anlass für die Erbauung dürfte die Verkündigung des Dogmas von der unbefleckten Empfängnis Mariae durch den Papst im Jahre 1854 gewesen sein. Links vor der Kapelle steht eine Eiche unter Naturschutz. | BDA-Hist.: Q37722752 Status: § 2a Stand der BDA-Liste: 2025-06-30 Name: Kapelle Laa/Frauenbildkapelle GstNr.: 6208 Laaer Frauenbild, Laa an der Thaya                                                                                    |
| ja   | Datei hochladen | Pfarrhof HERIS-ID: 25350 Objekt-ID: 21775                                                        | Wulzeshofen 19 Standort KG: Wulzeshofen                   | Der barocke Pfarrhof wurde um 1800 erbaut. | BDA-Hist.: Q37892795 Status: § 2a Stand der BDA-Liste: 2025-06-30 Name: Pfarrhof GstNr.: 20 |
| ja   | Datei hochladen | Pest-/Dreifaltigkeitssäule HERIS-ID: 25349 Objekt-ID: 21774                                      | bei Wulzeshofen 96 Standort KG: Wulzeshofen               | Die Pestsäule stammt aus der ersten Hälfte des 18. Jahrhunderts. | BDA-Hist.: Q37892779 Status: § 2a Stand der BDA-Liste: 2025-06-30 Name: Pest-/Dreifaltigkeitssäule GstNr.: 64/1 |
| ja   | Datei hochladen | Mariensäule Maria Immaculata HERIS-ID: 25347 Objekt-ID: 21772                                    | vor Wulzeshofen 31 Standort KG: Wulzeshofen               | Die Immaculata-Säule ist mit der Jahreszahl 1843 bezeichnet. | BDA-Hist.: Q37892762 Status: § 2a Stand der BDA-Liste: 2025-06-30 Name: Mariensäule Maria Immaculata GstNr.: 351 |
| ja   | Datei hochladen | Volksschule HERIS-ID: 25351 Objekt-ID: 21776                                                     | Wulzeshofen 53 Standort KG: Wulzeshofen                   | Die Volksschule wurde 1911 erbaut. | BDA-Hist.: Q37892815 Status: § 2a Stand der BDA-Liste: 2025-06-30 Name: Volksschule GstNr.: 104 Volksschule Wulzeshofen (Laa an der Thaya)                                                                                               |
| ja   | Datei hochladen | Kath. Pfarrkirche hl. Johannes der Täufer HERIS-ID: 25352 Objekt-ID: 21777                       | bei Wulzeshofen 52 Standort KG: Wulzeshofen               | Die ursprünglich gotische Saalkirche wurde in der ersten Hälfte des 18. Jahrhunderts verändert und erweitert. Sie weist eine reiche barocke Ausstattung auf. Das Altarblatt am Hochaltar wurde 1739 vom Rokoko-Maler Paul Troger geschaffen. | BDA-Hist.: Q37892836 Status: § 2a Stand der BDA-Liste: 2025-06-30 Name: Kath. Pfarrkirche hl. Johannes der Täufer GstNr.: 103 Pfarrkirche Wulzeshofen                                                                                    |
| ja   | Datei hochladen | Bildstock HERIS-ID: 25353 Objekt-ID: 21778                                                       | Standort KG: Wulzeshofen                                  | Südwestlich von Wulzeshofen befindet sich eine Reliefblocksäule, deren Bautyp dem späten 17. Jahrhundert entspricht, die aber aufgrund des Bildprogramms in die erste Hälfte des 18. Jahrhunderts datiert wird. Der Bildblock mit vier Reliefs ruht auf einer schlanken gebauchten Sandsteinsäule, die sich über einer würfelförmigen Plinthe auf einem in die Erde eingelassenen Betonsockel erhebt. Auf den vier Reliefs sind die Kreuzigung Christi mit den drei Marien, die Seuchenheiligen Sebastian, Rochus und Rosalia, die Heiligen Florian und Johannes Nepomuk sowie der sogenannte „Irdische Wandel“ abgebildet.  | BDA-Hist.: Q37892851 Status: § 2a Stand der BDA-Liste: 2025-06-30 Name: Bildstock GstNr.: 1187/1 Bildstock Wulzeshofen |